# دالیبر زبیچ
دالیبر زبیچ (انگلیسی: Dalibor Zebić؛ زادهٔ ۴ فوریهٔ ۱۹۷۲) بازیکن فوتبال بازنشسته اهل کرواسی است.
از باشگاه‌هایی که در آن بازی کرده‌است می‌توان به باشگاه فوتبال زادار، باشگاه فوتبال اوسیک و باشگاه فوتبال زاگرب اشاره کرد.

## دوران باشگاهی
زبیچ دوران بازی خود را در باشگاه درجه چهارم پولیچانین اسرینیه آغاز کرد و در نهایت به باشگاه فوتبال پریموراچ ۱۹۲۹ رفت و دو سال را در آنجا گذراند. پس از یک دوره کوتاه در باشگاه فوتبال زاگرب، او در سال ۱۹۹۶ به باشگاه فوتبال زادار پیوست. پس از سقوط آنها از لیگ فوتبال کرواسی در سال ۱۹۹۹، او به باشگاه فوتبال اوسیک پیوست. پس از بازگشت زادار به لیگ برتر در فصل ۰۲–۲۰۰۱، زبیچ بازگشت و تا سال ۲۰۰۵ در آنجا بازی کرد تا اینکه به دلیل مصدومیت مجبور به بازنشستگی شد.